# Union française de l'information
L'Union française d'information est une agence de presse créée après la Seconde Guerre mondiale pour les journaux de province nés dans la Résistance, en particulier ceux du mouvement de résistants Front national et qui devient liée au PCF à partir de 1948.

## Journalistes célèbres
L'agence a ses propres rédacteurs spécialisés, dont beaucoup sont embauchés en 1947 et 1948, en puisant dans le vivier des journaux clients. Bon nombre travaillent au sein du service des sports, qui suit les grands événements parisiens et internationaux pour ses nombreux clients de province. Parmi eux, les ex-résistants Abel Michéa, Émile Besson et Edouard Seidler, futur patron de L'Équipe  et directeur de production de l'émission de télévision "Les Coulisses de l'exploit" sur RTF Télévision puis sur la première chaîne de l'ORTF du 13 décembre 1961 au 16 août 1972. Émile Besson a commencé à l'UFI comme coursier, peu avant Edouard Seidler, chargé de la rubrique "rugby" au service des sports en 1948 avant de rejoindre Paris-Presse puis Le Monde en 1954, pour qui il couvre les Jeux olympiques de 1960 à Rome.
Autre journaliste sportif célèbre passé par l'UFI, Roland Passevant, futur patron des pages sports dans la presse communiste, recruté à l'UFI par Émile Besson, qui contribuera plus tard aux rédactions de Miroir Sprint et de Miroir du cyclisme avec Abel Michéa, autre ancien de l'UFI, qui sera rédacteur en chef de Miroir du cyclisme lors de sa création comme mensuel en 1961. Figures des journalistes sportifs "engagés" des années 1950-1980, Abel Michéa avait été embauché en février 1946 à La Voix du Peuple de Lyon, journal de Jean Colombel, avant de rejoindre en 1947 l'UFI où sa mère était sténotypiste tandis que son père était journaliste sportif à L’Humanité. Il devient chef de la rubrique sportive de L'Humanité, jusqu'en 1963, suivant lui aussi 35 éditions du Tour de France.
Il y a aussi les journalistes politiques spécialisés comme Pierre Calmette, accrédité à la Présidence de la République, puis à l'Hôtel Matignon et à l’Assemblée Nationale, comme représentant de l'UFI, ou Michel Tartakowssky, embauché du 7 juillet 1946 et qui y travaille jusqu'en 1953 avant de gérer l'ensemble des correspondants de L'Humanité.
Plus tard, c'est le futur ministre Jack Ralite, pour qui le PCF envisage un emploi à L'Humanité aux pages « culture », dès novembre 1954, mais qui passe d’abord par l'UFI pour se former en 1955 pendant un an. L'UFI utilise cependant aussi des articles en provenance des deux quotidiens nationauxdu PCF, L'Humanité et Ce Soir.
Parmi les autres journalistes célèbres, mais travaillant comme pigistes, parfois réguliers, l'agence compte Claude Roy (écrivain) et Dominique Desanti, qui est envoyée par l'UFI couvrir le procès de Sofia, organisé dans le sillage de la rupture Tito-Staline de 1948. Traïcho Kostov est alors la cible de Joseph Staline, qui cherche à purger le bloc de l'Est des adeptes, réels ou supposés, du « communisme national ». Dominique Desanti ne parvient pas à écrire une ligne en raison de l'émotion car le procureur requiert la peine de mort contre le leader communiste bulgare et quatre autres accusés peu avant leur exécution 16 décembre 1949.

## Dirigeants
La direction de l'UFI est dans les années 1940 et les années 1950 fidèlement orthodoxe au PCF. Elle compte parmi ses principaux dirigeants à partir de 1948, et durablement, Jean Dorval, alias Jean Oswald, qui a fait ses premières armes au journal syndical Le Cri de la Banque, distinct de l'ex-résistant Jean Dorval fusillé par les Allemands pendant la guerre. Dorval était le directeur gérant de L'Humanité dans les années 1930, puis de 1944 à 1947. Connaisseur des problèmes de presse, administrateur des journaux France Nouvelle et Démocratie nouvelle, il est aussi vice-président de la Fédération nationale de la presse française et le véritable "patron" administratif de toute la presse communiste.
L'UFI a compté aussi à sa présidence le député PCF de la Loire et adjoint au maire de Saint-Étienne Marius Patinaud, rédacteur régulier du quotidien régional du PCF Le Patriote de Saint-Étienne, qui fut également en janvier 1946, nommé sous-secrétaire d’État au Travail et à la Sécurité Sociale, dans le gouvernement Félix Gouin. Assurant, en l'absence de Jacques Duclos la liaison entre les parlementaires et la presse d'extrême gauche, il est écarté du PCF et de l'UFI en février 1953 en même temps que 3 autres personnalités PCF du secteur, le sénateur Claudius Buard, le député Albert Massonet le directeur du Patriote, qui tirait encore à environ 50 000 en 1950-51 mais qui en est à son vingt-cinquième procès en janvier 1950.
À la tête de la rédaction de cette "Union française de l'information" se succèdent Jean Colombel, Georges Fournial et Laurent Salini. Ancien résistant, Colombel est le futur beau-père d'André Glucksman. Jeannette Colombel, qui l'épousera en 1951, est dès novembre 1947, au moment des grèves de 1947, souvent dans les locaux de l'Agence et raconte le début des grèves dans le Nord-Pas-de-Calais quand Léon Delfosse, proche comme elle de Louis Aragon, de Maurice Thorez et de son épouse, est sanctionné pour avoir dit "Le plan Marshall, c'est la ruine des mineurs".
Jean Colombel quitte l'UFI le 1er janvier 1950, deux mois après un conflit avec la direction du PCF sur la chasse au Titisme, quand Maurice Thorez lui interdit de mentionner le match France-Yougoslavie dont la plupart des journaux français attendaient pourtant la couverture, au motif que le Kominform fustigeait la Yougoslavie du Tito. Son départ de l'UFI est vécu comme un soulagement, selon le témoignage de son épouse Jeannette Colombel un demi-siècle plus tard. Il reste cependant militant communiste et Jeannette Colombel continue à signer des articles dans la presse communiste, avec en particulier une attaque virulente contre le "Deuxième sexe" de Simone de Beauvoir dans La Nouvelle Critique en 1951, lors de sa parution.
Le successeur de Jean Colombel à la rédaction en chef de l'UFI est Georges Fournial, avec qui il travaillait déjà depuis 1948 à l'UFI. Ce dernier a une expérience de l'international car il avait été envoyé à Mexico de janvier à juillet 1938 par Georges Cogniot, futur directeur de L'Humanité et secrétaire général l'Internationale des travailleurs de l'enseignement, pour préparer un congrès panaméricain des enseignants, épisode qui lui vaudra le soupçon d'avoir organisé l'assassinat de Léon Trotski, qu'il a méthodiquement démenti dans un article posthume à son décès, dans L'Humanité.
Georges Fournial avait ensuite dirigé après la guerre un quotidien issu du Front national, Le Patriote du Sud-Ouest, à Toulouse où son épouse est adjointe au maire. Son journal est poursuivi par la justice après avoir pris à l'été 1952 violemment à partie le président de la République Vincent Auriol dans l'Affaire Henri Martin. Jacques Duclos, numéro deux du PCF, vient alors de sortir de prison. Au même moment, au congrès du Syndicat national des instituteurs, de juillet 1952, Courtial s'indigne contre la « fascisation du régime » et réclame que le SNI intervienne contre les violations des libertés, ce qu'il regrettera plus tard. Il quitte l'UFI pour entrer à la direction nationale de la FEN en 1953 et deviendra le correspondant à Paris du journal cubain Révolution en novembre 1960, puis créera en février 1961 l’Association France-Cuba.
Vers 1954, Maurice Kriegel-Valrimont dirige l'UFI et le "Bureau de presse du PCF", qui ne compte plus douze quotidiens régionaux. Il fait appel en 1954 à Laurent Salini, ancien journaliste de Rouge-Midi et La Marseillaise puis rédacteur en chef du journal corse, Le Patriote en 1945, qui livera de nombreux témoignages sur la Résistance en Corse dès son passage à l'UFI dans les années 1950. Maurice Kriegel-Valrimont est ensuite nommé à la tête de France Nouvelle, où il souhaite développer l'information sur la Guerre d'Algérie, à laquelle s'intéresse de plus en plus le PCF sous l'impulsion de Raymond Guyot, parvenu à la tête de la section de politique extérieure en 1955, et y recrute comme rédacteur en chef Laurent Salini. Après son départ pour France Nouvelle, Laurent Salini sera remplacé à l'UFI, alors en perte de vitesse après la déroute du PCF aux législatives de 1958, par Gilbert Souchal, qui après Mai 68 rejoindra Paul Noirot, fondateur de Politique hebdo.

## Histoire

### Les dizaines de journaux résistants de 1944
Fondée après la Seconde Guerre mondiale pour ses journaux de province mais aussi ses nombreux hebdomadaires d'information et de réflexion, l'UFI travaille d'abord, jusqu'en 1948 pour les seuls journaux dépendant du mouvement de résistance, qui se nomme "Front national" puis élargit son périmètre.
Du printemps 1943 à la Libération le "Front national" avait vu éclore dans ses rangs quelque 79 publications résistantes dont beaucoup ont décidé de poursuivre leur effort après la Libération. En 1944-1945 il éditait encore, selon une source interne du PCF, un total de 17 quotidiens représentant un cumul d'un million de ventes par jour, ainsi que 3 hebdos : La Marseillaise (Île-de-France), France d'abord, et Action. Il publiait par ailleurs 5 hebdos littéraires, et quelque 35 périodiques hebdomadaires en province.

### L'UFI et l'aide àAlger républicain
Un rôle administratif de coordination entre tous les titres est aussi assuré par l'l'UFI, certains envisageant même dès 1946 qu'elle les rachète pour faire face à leurs difficultés financières. C'est le cas très tôt d'un titre emblématique, Alger républicain quotidien de gauche sans lien direct avec le PCF, fondé en 1938 par Jean-Pierre Faure et Paul Schmitt, dans la foulée du journal Oran républicain, et relancé le 2 octobre 1943 par un ancien dOran républicain, Michel Rouzé puis installé dans les locaux de la Dépêche algérienne, qui avait collaboré pendant la Seconde Guerre mondiale. Bien que non communiste, Michel Rouzé signe un contrat avec l'Union française d'information dès 1946, permettant de faire face à un tirage en augmentation (15.000 en 1944-1945, 28.000 fin 1946, 31.400 en 1947). Jean Dutour, Bernard Lyon-Caen, et Pierre Vidaud, journaliste de l'UFI, lui apportent une aide régulière aux plans financier, technique, et juridique.
Son successeur Boualem Khalfa sera le premier Français musulman à diriger la rédaction d'un quotidien. Installé en France fin 1947, Michel Rouzé peut associer les rôles de correspondant à Paris d'Alger Républicain et de rédacteur en chef-adjoint de Ce Soir, poste rapidement perdu car il est jugé proche du dirigeant communiste en disgrâce André Marty qui l'avait conseillé en Algérie au moment de la création du journal France Nouvelle.
Le directeur dAlger Républicain après février 1951 Henri Alleg, successeur de Karl Escure, avait conclu lui aussi un accord avec l'UFI, échangeant un appui financier renforcé en échange d'un lien plus étroit avec le PCF. Aux débuts de la Guerre d'Algérie, les informations d'Henri Alleg seront diffusées en exclusivité par l'UFI, le journal étant dès 1955 affecté par la censure.

### Les 20 quotidiens et les 91 hebdomadaires clients de l'UFI en 1949
En 1948, l'agence d'information servant les journaux issus du Front National ou des journaux progressistes non-communistes passe dans le giron du bureau de presse du parti communiste français et Jean Dorval prend la direction de l'UFI. La France compte en juin 1949 un total de 20 quotidiens communistes à Paris et en province, tirant chaque jour un total de 1,62 million d'exemplaires tandis que la presse hebdomadaire communiste compte la même année 91 publications, dont 18 à Paris et le reste en province, qui représentent un total de 2,48 millions d'exemplaires.
L'année 1948 est aussi l'époque du durcissement du PCF et d'une scission au sein du SNJ qui s'était réunifié pendant la Résistance : une minorité choisit de ne pas rejoindre le SNJ en 1948 et de recréer un syndicat CGT des journalistes.
L'UFI est domiciliée aux abords de la République du Croissant, et sur deux étages dans un grand immeuble parisien à l'angle du 31 rue du quatre septembre et de la Rue de Port-Mahon, dans les mêmes locaux que l'Union photographique française, une association ouvrière de photographes fondée dans les années 1920. L'UFI est géographiquement proche de l'immeuble de 3 étages qui abrite la puissante fédération de la Seine du PCF au 120 Rue Lafayette.
L'UFI dépend alors d'un "Bureau de presse du PCF", regroupant aussi une agence centrale de publicité, une école centrale de journalisme, mais aussi les nombreux hebdomadaires,, plus d'une dizaine, et douze à dix-sept quotidiens régionaux, selon les époques, pas tous communistes. Elle ne contrôle pas les deux quotidiens nationaux communistes, L'Humanité et Ce Soir, qui sont gérés distinctement.
Le groupe a aussi une imprimerie Rue du croissant à Paris et centralise l'approvisionnement en papier de presse de ses clients, y compris outre-mer, quand ceux-ci le souhaitent, à une époque où la pagination des journaux est réduite d'abord à un recto-verso puis à quatre pages, sur fond de pénurie attribuée contre le « trust du papier », qui oblige à transformer en juillet 1947 le Comité des papiers de presse de 1936 en "Société professionnelle des papiers de presse", ayant pour mission d'acheter le papier en gros et de le répartir. Quand les réserves de papier de l'imprimerie Koechlin d'Alger, qui abrite les rotatives du quotidien Alger républicain s'épuisent, il est demandé à l'UFI d'envoyer des tonnages de Paris, mais le risque d'une saisie oblige à y renoncer.
L'UFI emploie aussi du personnel spécialisé dans les transmissions de dépêches à ses clients de province, via des télescripteurs. Parmi eux, Roland Passevant commence sa carrière dans les médias à l'UFI comme télétypiste à partir de 1950, sous la houlette d'Émile Besson.
Roland Passevant avait suivi des cours en 1945 à l'école des radios d'Hauterive (Allier), dans l'ancien château des Cours, où le colonel Paul Labat et Gabriel Romon, avait pendant la guerre transmis clandestinement des informations stratégiques sur les forces d'occupation au BCRA de la France libre et à l'Intelligence Service à Londres.

### La crise du match France-Yougoslavie du 30 octobre 1949
La rupture Tito-Staline de l'été 1948 n'a pas découragé les brigades de travail de jeunes français souhaitant aider la Yougoslavie, qui l'été suivant continuent à recruter, malgré la colère de Staline. La direction du PCF multiplie les campagnes de presse contre Tito et fait la chasse aux militants soupçonnés de sympathies pour lui. Elle commande un tract anti-titiste à Maurice Gleize, qui fut dans la Résistance son imprimeur historique, en prévision du grand rendez-vous sportif du 30 octobre 1949, le match retour France-Yougoslavie en football. Le match est décisif pour se qualier pour la Coupe du Monde de football 1950 au Brésil, après un nul 1-1 au match aller. Jean Colombel, directeur de l'UFI, reçoit de son côté du leader du PCF Maurice Thorez l'interdiction de parler dans l'UFI ce match France-Yougoslavie, auquel la plupart des journaux consacrent pourtant leur "Une".
Après un second match nul 1-1, une dernière rencontre est organisée sur terrain neutre à Florence, où le maire communiste de la ville italienne refuse symboliquement de recevoir les joueurs Yougoslaves, ce qui ne les empêche pas de se qualifier 3-2 après prolongations, sur un but à la 114e minute de Željko Čajkovski. La France sera plus tard invitée au Brésil, sur forfait, mais sans accepter.
Jean Colombel démissionnera de la direction de l'UFI un peu plus de deux mois après cette censure très contestée. Il invoque comme motif d'avoir été touché par l'éditorial du 1er janvier 1950, de Maurice Merleau-Ponty et Jean-Paul Sartre, dans Les Temps modernes, martelant « qu'il n'y a pas de socialisme quand un citoyen sur vingt est au camp ». Il réintégre alors l'Éducation nationale.
Maurice Gleize lui ne comprend pas l'intérêt de ces tracts et décide d'aider Robert Mension, qui deviendra président de la fédération sportive sociale FSGT à son congrès de mars 1953, à cacher le stock de tracts dans son bureau. Cet épisode va éloigner ces deux fidèles militants du PCF de leur parti. Maurice Gleize se révoltera aussi contre l'exclusion d'André Marty et Charles Tillon et deviendra directeur de la revue oppositionnelle au PCF Unir et Débat Communiste créée dès octobre 1952 avec Jean Chaintron, proche de Georges Guingouin, le "Tito du Limousin",.

### La presse du PCF complice des "purges" staliniennes de 1949
Peu avant le silence imposé à l'UFI sur le match France-Yougoslavie du 30 octobre, a eu lieu le procès de László Rajk, ministre de l'intérieur et des affaires étrangères de Hongrie, l'un des accusés espionnage titiste servant l'impérialisme occidental, qui est condamné à mort et pendu le 15 octobre 1949. Autre cible de Joseph Staline, qui cherche à purger le bloc de l'Est le bulgare Traïcho Kostov sera lui exécuté avec quatre autres accusés le 16 décembre 1949. Le premier procès a été couvert par Pierre Courtade, à qui Maurice Thorez avait proposé dès 1946 la rubrique internationale de L'Humanité, et qui est depuis son correspondant permanent à Moscou. Au second, l'UFI doit envoyer à Sofia un journaliste, mais il est immobilisé par un accident.
La jeune romancière Dominique Desanti le remplace au pied levé, c'est son premier "procès stalinien". François Billoux, ex-ministre du PCF, lui avait commandé peu avant une brochure de propagande anti-titiste d'une centaine de pages, Masques et visages de Tito et des siens, écrit sur le ton « féroce » d'un « acharnement haineux », basée sur les "aveux" de Rajk, traduit du hongrois, et des textes de plusieurs autres procès. Lorsque Kostov a le temps de faire une courte déclaration à la presse étrangère soulignant que ses aveux ont été extorqués, elle le croit, mais renonce à en informer les clients de l'UFI, malgré les encouragements des journalistes non-communistes présents au procès. Sous le choc à cause du verdict, mais aussi parce que sa brochure vient d'être diffusée, elle est présentée l'année suivante comme une « reporter accoutumée des événements européens les plus saillants au cours de ces dernières années ». Deux autres journalistes communistes, Renaud de Jouvenel et Pierre Hervé, assisteront aussi au procès.
En France, l'affaire du match France-Yougoslavie du 30 octobre a de nombreuses conséquences. Le 2 novembre 1949, l'architecte Pierre Villon, rédacteur du programme du Conseil national de la Résistance (CNR), avec qui Marie-Claude Vaillant-Couturier doit se remarier le 7 novembre 1949, doit confesser au sénateur Jules Decaux, chargé à la commission des cadres du PCF des « dossiers les plus discrets » de l'anti-tisme, avoir reçu la visite du général Ljubomir Ilic, ancien des Brigades internationales et du Camp du Vernet, qui recherche des dirigeants (Marty, Duclos, Casanova, Tillon) pour dénoncer les procès politiques contre les yougoslaves et les anciens brigadistes. Dans la Marne, Liane Lelaurain, déportée à Ravensbrück et veuve d'un cheminot assassiné dans la Résistance est soupçonnée car remariée avec un yougoslave qui l'a emmenée en vacances au pays, puis questionnée par l'hebdomadaire communiste La Champagne, dirigé par Léon Borgniet, ami du scientifique Marcel Prenant, et secrétaire général du grand quotidien régional L'Union de Reims dont il est écarté peu après, de très nombreux articles le soupçonnant lui aussi de Titisme,, malgré son autocritique en présence Jacques Duclos le 6 novembre 1949. Les journaux régionaux communistes multiplient alors les titres sur la "vigilance" anti-titistes, les cadres ne cessant de prouver qu'ils ne "sous-estiment pas" ce danger. Toujours à l'automne 1949, Alain Le Léap, numéro deux de la CGT, demande à l'un des rares non-communistes de la direction, Yves Dellac, d'en sortir car il est lui aussi soupçonné de "Titisme". En Picardie, l'Affaire Prot avait démarré dès l'été 1948 par l'exclusion de Marie-Jeanne Boulanger,.
La non-couverture par l'UFI des révélations du procès de Sofia tombe mal. Pierre Daix venait de justifier dans Les Lettres françaises, revue du PCF, la censure d'un article de l'ex-résistant et romancier Vercors sur le Procès de László Rajk et le 12 novembre 1949 David Rousset avait lancé dans le Figaro- Littéraire un appel aux anciens déportés en vue d'une enquête sur les camps soviétiques, en publiant une carte des goulags que Pierre Daix avait immédiatement dénoncé comme un "faux" le 17 novembre dans les Lettres françaises, déclenchant un procès en diffamation.
Un feu d'artifice de publications anti-communistes de gauche suit. Dans les colonnes du journal Esprit de décembre 1949, Jean Cassou et Vercors, rompent officiellement avec le communisme soviétique. Cassou rompt « non pas par conscience de l’injustice de la condamnation de Rajk mais par rejet du mécanisme judiciaire stalinien » pour obtenir les aveux de Rajk, et Vercors aussi, dans un texte écrit le 20 octobre mais publié seulement dans le même numéro de décembre. Deux autres grands résistants Gilles Martinet et Claude Bourdet, fondent au début de 1950 L'Observateur, mécontent de l'arrivée d'Henri Smadja au capital du journal Combat. Ils sont précédés par un coup d'éclat le 1er janvier 1950 de Maurice Merleau-Ponty et Jean-Paul Sartre dans la revue Les Temps modernes pour dénoncer eux aussi le Goulag, tandis que Clara Malraux, divorcée depuis 1947 d'André Malraux, publie une quinzaine de numéros de la prestigieuse revue Contemporains, de novembre 1950 à octobre 1951, où signe Jean Cassou et d'autres suspects de Titisme.
Le PCF maintient alors sa ligne dans les mois qui suivent, avec les promotions de très jeunes journalistes s'étant montré les plus "durs", Pierre Daix, nommé rédacteur en chef de Ce Soir, le second quotidien national du PCF, par Louis Aragon et André Stil qui devient rédacteur en chef de L'Humanité en avril 1950.

### La chute de la diffusion des clients entre 1949 et 1953
Au début des années 1950 les difficultés financières de la presse communiste apparaissent du fait de la diminution du nombre de lecteurs, qui est cependant très variable d'un journal à l'autre.

#### Le contexte global de la presse quotidienne en France
Les difficultés des clients de l'Union française de l'information contribuent en grande partie à celle de l'ensemble de la presse française. En quatre ans, de 1950 à 1953 inclus, la diffusion totale des quotidiens nationaux baisse de 3,8 à 3,5 millions d'exemplaires vendus par jour, principalement à cause de la chute de Ce Soir, qui représentait à lui seul 0,4 million d'exemplaires vendus par jour et leur nombre revient de 16 à 12. Celle des quotidiens régionaux passe de 7,6 à 6,5 millions d'exemplaires vendus par jour, soit près d'un million en moins, et leur nombre est ramené de 139 à 116. Cette période fait suite à une première phase de stabilité pour l'ensemble des quotidiens français. En quatre ans, de 1945 à 1949 inclus, la diffusion totale des quotidiens nationaux passe de 4,7 à 3,8 millions d'exemplaires vendus par jour et leur nombre de 26 à 16 mais c'est en grande partie dû à l'effondrement d'un seul titre, le communiste Ce soir, celle des quotidiens régionaux passe de 7,5 à 7,3 millions d'exemplaires vendus par jour et leur nombre de 153 à 139.
Une troisième période, plus tard, de 1954 à 1958 inclus, voit une remontée. En quatre ans, la diffusion totale des quotidiens nationaux remonte, de 3,6 à 4,3 millions d'exemplaires vendus par jour et leur nombre se stabilise, de 13 à 12. Celle des quotidiens régionaux remonte aussi: elle passe de 6,6 à 7,3 millions d'exemplaires vendus par jour et leur nombre revient de 116 à 110.

#### Les 20 quotidiens ne sont plus que 14 en 1953, leur tirage divisé par deux
En 1953, les 20 quotidiens clients de l'Union française de l'information ne sont plus que 14, et leur tirage a été divisé par deux en quatre ans, à seulement 858 000 exemplaires. Les clients de l'Union française de l'information représentent alors l'essentiel, presque les neuf dixièmes du recul de la presse quotidienne en France sur cette période.

#### Les 91 hebdomadaires ne sont plus que 38 en 1954
Les 91 hebdomadaires ne sont plus que 38 en 1954, même si leur tirage a un peu mieux résisté, revenant à 1,68 million d'exemplaires contre 2,48 millions d'exemplaires en 1949. L'univers des hebdomadaires clients de l'UFI est alors très fluctuant. Certains sont arrêtés sur décision arbitraire d'autres créés également par décision arbitraire de la direction du PCF, parfois en doublon, comme Démocratie nouvelle, fondé en 1947, ou La Nouvelle critique lancée en décembre 1948 autour de Jean Kanapa, Louis Aragon et Pierre Daix, alors proches du responsable des intellectuels au PCF Laurent Casanova, un intime du secrétaire général Maurice Thorez.
Le plus emblématique est Action (hebdomadaire) arrêté dès mai 1952, sur une décision politique de la direction du PCF, qui mettait en avant le pacifisme et le sentiment anti-allemand, où écrivaient des artistes et intellectuels soupçonnés de n'être pas assez fidèle à la ligne politique prosoviétique, selon le Bulletin de l'Association d'études et d'informations politiques internationales, lancé 15 mars 1949 par l'Association d'études et d'informations politiques internationales, du militant de la SFIO et ex-collaborateur Georges Albertini, conseiller influent sous les IVe et Ve Républiques des gouvernements pour la lutte contre le communisme. François Fonvieille-Alquier, dirigeant du journal, était de plus un ami personnel de Georges Guingouin, le «préfet du maquis» de Limoges, alors écarté du PCF.

#### Le cas deL'Humanitéet deLibération
Dès 1951, L'Humanité n'a plus que 181 000 exemplaires vendus par jour. C'est entre 1951 et 1953 que la baisse des ventes de L'Humanité est la plus importante, avec une chute de près d'un quart, le total étant passé de 180 000 à 143 221 exemplaires quotidiens.
La baisse des ventes est cependant beaucoup moins forte, à hauteur d'un tiers plutôt que la moitié, pour le quotidien animé par un proche du PCF, Emmanuel d'Astier de La Vigerie, écrivain, journaliste, militaire et grand résistant pendant la Seconde Guerre mondiale, qui avait fondé en 1941 le mouvement Libération-Sud et le journal Libération, avant de devenir jusqu'en septembre 1944, commissaire à l'Intérieur de la France libre.
| Année      | 1949    | mars 1950 | octobre 1952 | Variation |
| L'Humanité | 292000  | 200000    | 140000       | Moins 52% |
| Libération | 136.000 | 104.000   | 94.000       | Moins 31% |

#### Ce Soirdivise son tirage par 5 entre 1947 et 1952
Ce Soir, l'autre quotidien national du PCF, est réuni dans le même immeuble que L'Humanité en 1947, au 37 rue du Louvre à Paris. Il a disparu le 28 février 1953, après avoir vu son tirage divisé par 4 en quelques années, laissant une ardoise financière record pour l'époque, de 220 millions de francs. À la Libération en 1944 Louis Aragon revient brièvement à la direction de Ce soir, avant qu’elle ne soit rapidement confiée à Jean-Richard Bloch, résistant non-communiste, car Aragon est surchargé de travail.
Au décès de Jean-Richard Bloch, en mars 1947, Aragon reprend ses fonctions à la tête du journal. Dans sa thèse publiée en 1984, l'historien des médias Yves Lavoinne a montré comment « la fermeture intellectuelle », des quotidiens et revues communistes de l'époque s'est étendue à Ce Soir à partir de 1947, « de sorte que son ton et ses formules ne se démarquèrent bientôt plus de ceux de L'Humanité ».
En 1949, Gilbert Badia, rédacteur en chef depuis 1945 est brusquement rétrogradé, Aragon le remplaçant par André Stil, 28 ans, puis en avril 1950 par Pierre Daix, qui a dirigé le journal d'avril 1950 à février 1953.
Le tirage de Ce soir, fondé en août 1944 et sous-titré « Grand quotidien d’information indépendante », passe de 288 000 exemplaires en janvier 1945 à 400 000 exemplaires plus tard en 1945, puis à 545 000 exemplaires en 1946, dépassant largement les 240 000 de la fin août 1939, avant de revenir en 1947 à 433000 puis de tomber à seulement 113 000 exemplaires en 1952,. Soumis à la concurrence de France-Soir, le titre achève de décourager lecteurs et annonceurs par un ton antisémite virulent au début de 1953 dans sa couverture du Complot des blouses blanches-.
| Période | Août 1939 | Janvier 1945 | 1945    | 1946    | 1947    | Décembre 1952 | Variation 1947-1952 |
| Tirage  | 240 000   | 288 000      | 400 000 | 545 000 | 433 000 | 113 000       | Moins 74%           |

#### L'évolution contrastée du tirage des quotidiens communistes régionaux
Les quotidiens communistes régionaux sont au nombre de 13 au début de l'année 1954, dont seulement deux se présentent comme appartenant au PCF, les autres visant un public plus large, désigné sous le vocabulaire de "démocrates", de "républicains" ou de "progressistes", selon Georges Albertini.
Les Allobroges l'un des plus gros tirages quotidiens en région pour la presse communiste ou proche voit sa diffusion divisée par 3 en quatre ans, dans une région où la Résistance intérieure française fut parmi les plus actives.
| Année  | 1949    | Décembre 1950 | Décembre 1952 | Août 1952 | Novembre 1953 |
| Tirage | 240.000 | 160.000       | 93.000        | 89.5000   | 76.000        |

À La Marseillaise, le tirage baisse d'un quart en un peu moins de deux ans, avant d'être partiellement regarni par l'intégration d'autres quotidiens régionaux en difficulté. En Languedoc, c'est en février 1953 que la Marseillaise prit la relève du quotidien La Voix de la patrie (quotidien), basé à Montpellier. Dès 1949, Louis Mardon, directeur de la publication de ce titre avait été inculpé, dans l'Affaire Fougeron, que le procureur général de la cour d’appel de Lyon nomme « l’affaire de la bombe atomique », représentée sur une affiche du peintre communiste André Fougeron en novembre 1948, avec une petite fille gisant au sol dans une ville détruite par une bombe atomique. Elle est appelée alors Affaire Fougeron, car l'affiche est interdite par le ministre de l'intérieur Jules Moch, une action en justice est intentée contre son auteur.
Louis Mardon fut inculpé pour avoir publié une reproduction de cette affiche puis relaxé par le tribunal de Montpellier 31 mai 1949. La diffusion de La Marseillaise progresse mais sans intégrer plus du tiers des 40 000 exemplaires jusque-là diffusés par La Voix de la patrie, dont l'imprimerie sert à créer un nouveau journal, L’Éclair Méridional, sans affiliation partisane mais dominé par la personnalité du député radical Vincent Badie.
| Année  | Décembre 1950 | Juin 1951 | Octobre 1951 | Septembre 1952 | Décembre 1952 | Juillet 1953 | Novembre 1953 |
| Tirage | 125.000       | 107.000   | 99.300       | 87.000         | 94.500        | 107.300      | 106.600       |

Basé à Lille, Liberté conserve un tirage très important jusqu'au début des années 1950, car il a plus d'une dizaine d'éditions, puis en perd un quart en deux ans.
| Année  | Juin 1951 | Décembre 1951 | Octobre 1951 | Décembre 1952 | Juillet 1953 | Novembre 1953 |
| Tirage | 100.000   | 92.000        | 84.000       | 76.500        | 74.000       | 75.500        |

Le Patriote de Saint-Étienne, basé rue Gérentet, perd près d'un cinquième de son tirage en seulement 8 mois, dans le sillage de la crise de l'été 1952, qui voit l'éviction de la direction du PCF d'André Marty et Charles Tillon.
| Année  | Juin 1952 | Septembre 1952 | Décembre 1952 | Février 1953 |
| Tirage | 54.100    | 46.000         | 45.000        | 43.7000      |

Le Patriote de Nice et du Sud-Est, qui sera rebaptisé plus tard Le Patriote Côte d'Azur, est basé à Nice. Dirigé par le député communiste Virgile Barel, il avait traité d'écrivain hitlérien l' ancien résistant et déporté David Rousset, après son appel dans Le Figaro littéraire à créer une commission internationale d'enquête composée d'anciens déportés pour vérifier sur place si le travail forcé est une composante du régime soviétique, perd environ un cinquième de son tirage sur une période d'environ deux ans et demi, à partir de l'été 1951.
| Année  | Août 1951 | Août 1952 | Juillet 1953 | Novembre 1953 |
| Tirage | 38.500    | 34.000    | 31.900       | 30.900        |

Le tirage pour Le Patriote du Sud-Ouest, basé à Toulouse, s'est stabilisé en 1953. C'est l'un des 13 quotidiens communistes ou assimilés existant toujours en février 1954.
| Année  | Novembre 1952 | Novembre 1953 |
| Tirage | 49.600        | 49.550        |

Le tirage pour La République-Le Patriote de Lyon s'est stabilisé en 1953, le journal fermant ses portes plus tard, en 1958 et la responsable des pages locales partant travailler à Berlin,.
| Année  | Février 1953 | Juillet 1953 |
| Tirage | 31.500       | 30.300       |

L'Écho du Centre est pénalisé en 1951-1953 par l'éviction du PCF de l'ancien leader des maquis du Limousin Georges Guingouin et perd un dixième de son tirage en en peu plus d'un an.
| Année  | Juin 1951 | Août 1952 | Septembre 1952 |
| Tirage | 41.000    | 38.400    | 37.000         |

Ouest-Matin, lancé novembre 1948 dans les cinq départements de la Bretagne historique, avec l'ambition de devenir un « grand quotidien régional d'information et de défense républicaine » est l'un des plus touchés après les escarmouches menées par la direction du PCF contre un grand résistant de la région, Charles Tillon, ex-commandant en chef des FTP.
| Année  | Décembre 1950 | Avril 1951 | Juin 1952 |
| Tirage | 50.000        | 47.100     | 30.000    |

Les Nouvelles de Bordeaux et du Sud-Ouest perdent près d'un quart de leur lectorat en deux ans et demi.
| Année  | Juin 1951 | Juillet 1952 | Décembre 1952 | Février 1953 | Décembre 1953 |
| Tirage | 41.200    | 35.300       | 31.700        | 30.500       | 31.050        |

### Les liens avec l'URSS

#### Le procès en diffamation contre L'Aurore, en 1954
La question des liens financiers de cette presse avec l'URSS est posée au début de l'année 1954 lors d'un vaste procès en diffamation de L'Humanité contre le quotidien L'Aurore, qui l'avait accusée de recevoir des fonds de Moscou.
L'affaire est longuement suivie par Jean-Marc Théolleyre dans Le Monde et plaidée en février 1954, sur fond de guerres coloniales, de persécution contre les époux Rosenberg aux États-Unis et de Complot des blouses blanches, les médecins soviétiques arrêtés par Staline un an plus tôt.
Le bureau de presse du PCF regroupe alors encore 63 journaux communistes et il est dirigé par Maurice Kriegel-Valrimont. André Lénard, l'un des trois avocats de Robert Lazurick, fondateur de L'Aurore, affirme que L'Humanité affichait un déficit de 27,6 millions de francs en août 1951, pour des ventes de 39,4 millions de francs, qui n'est que partiellement comblé par l'excédent bénéficiaire de L'Humanité-Dimanche à hauteur de 8,5 millions de francs. Il évoque aussi le déficit cumulé de 73 millions de francs pour trois périodiques communistes : Les Lettres françaises, Avant-garde et Regards. Selon l'avocat de L'Aurore, le PCF recourt pour sa trésorerie à 52 sociétés commerciales à Paris, qui « prêtent leur comptabilité pour les opérations fictives, les importations de marchandises », et à deux administrateurs de la Banque commerciale pour l'Europe du Nord, qui habitent, boulevard Suchet, dans une dépendance de l'ambassade soviétique. Trois comptes à cette banque, de l'Union française d'information, du Bureau de presse et de Jean Dorval ont été alimentés en 1951, affirme l'avocat, selon qui l'État peut et on doit fermer cette banque. Le 8 mars 1954, Le Monde rapporte que les deux journaux communistes sont déboutés. L'Humanité a perdu son procès en diffamation contre L'Aurore : la 17e chambre du tribunal estime en particulier que l'imputation à l'égard d'un journal de recevoir les subsides de l'étranger porte, certes, « atteinte à la considération de la société éditrice », mais que, malgré l'absence de preuves, les témoignages produits à la barre, de même que les éléments recueillis aux meilleures sources établissent que les affirmations incriminées sont vraisemblables.

#### L'enquête de Jean Montaldo
Selon l'enquête du journaliste d'investigation Jean Montaldo publiée en 1977, les versements anonymes en provenance de sociétés écrans financées par l'URSS ont dès le début des années 1950 alimenté en grande partie la trésorerie de l'UFI et du bureau de presse du PCF, permettant de renflouer les titres. Ces versements représentaient respectivement 89% et 56% des comptes du bureau de presse et de l'UFI à la Banque commerciale pour l'Europe du Nord en 19527. Dans une autre enquête connexe publiée cette fois en 1979, il rappelle que dès 1948 à l'Assemblée nationale, le ministre de l'Intérieur socialiste Jules Moch avait souligné les liens créés entre le PCF et la Banque commerciale pour l'Europe du Nord, avec en particulier deux comptes aux nom et deuxième prénom de Jean Dorval, le PCF se défendant en mettant en avant le rôle commercial de cette banque.

### L'évolution des autres agences de presse
Le marché de l'agence de presse après la Seconde Guerre mondiale est très concurrentiel, y compris en France. Alors que l'agence de presse Havas première formule avait profité d'un cartel des agences, réservant à chacune sa part de la planète, l'AFP affronte un marché ouvert des agences de presse, imposé par la montée en puissance des trois américaines, Associated Press, UPI et INS, à qui la jurisprudence a interdit les accords d'exclusivité.
Le PDG de l'AFP Maurice Nègre est dans un premier temps très soucieux des attentes du pouvoir politique, sur fond de Guerre d'Indochine et révoque en 1947 Gilles Martinet, futur cofondateur de France-Observateur, puis en 1951 Paul Noirot, parti rejoindre Ce Soir puis Démocratie nouvelle, deux titres du PCF. Il licencie aussi Roland Passevant en 1953 tout comme Georges Assaleix, l'autre délégué du personnel CGT des ouvriers des transmission, profitant qu'ils n'avaient pas prévenu le "comité inter" du Syndicat du livre CGT d'une action à l'AFP. Passevent intègre alors L'Humanité dont il dirigera, à partir de 1963, le service des sports.
L'année suivante, Maurice Nègre réussit à écarter de son poste le rédacteur en chef de l'Agence France-Presse Gustave Aucouturier, coupable d'avoir repris des informations stratégiques de L'Express sur la Guerre d'Indochine. Président de la Fédération nationale de la presse française (FNPF), Albert Bayet multiplie les attaques contre ce qu'il surnomme méchamment l’agence d'État et la guerre d’Algérie qui démarre au même moment pose la question de la censure. Entre-temps, l'AFP subit depuis 1951 la concurrence de l'ACP, créée par deux groupes de presse quotidienne régionale de gauche.
Face à ces épisodes décriés, entre 1954 et 1956, l'AFP se dote d'un statut d'indépendance afin de mieux couvrir tout le marché français et étranger, y compris celui de la presse de gauche. C'est l'époque où Laurent Salini, ex-rédacteur en chef du journal corse, Le Patriote en 1945, devient rédacteur en chef de l'UFI à partir de 1954 avant d'être chef du service politique et social de 1960 de L'Humanité jusqu’en 1978. Son directeur à l'UFI Maurice Kriegel-Valrimont sera évincé de la direction d'un autre journal communiste France Nouvelle Au début des années 1960.

### La crise du milieu des années 1950
Au milieu des années 1950, l'UFI connait des difficultés face à une concurrence avivée, de l'AFP et de l'ACP. La situation empire avec la crise économique causée en 1956 par l'aggravation de la Guerre d'Algérie sous le mandat de Guy Mollet à la présidence du conseil. L'année 1956, qui voit la publication du Rapport Khrouchtchev, face auquel le PCF reste d'abord incrédule, avant de subir le choc des manifestations en France protestant contre la répression par l'URSS des insurgés de Budapest à l'automne 1956, est une « année noire pour la presse communiste » régionale avec trois quotidiens qui disparaissent, se transformant en hebdomadaires.
Ce sont Les Nouvelles à Bordeaux, journal qui avait repris le flambeau de La Gironde Populaire créée à la Libération, Le Patriote du Sud-ouest, édité à Toulouse depuis la libération de la ville en août 1944, et le quotidien PCF à Rennes, Le Réveil d’Ille-et-Vilaine, devenu Ouest-Matin, dans un département qui avait vu les effectifs du PCF quintupler pendant la Résistance pour atteindre 3 500 adhérents en janvier 1945. Le Patriote du Sud-ouest, qu'avait dirigé le rédacteur en chef de l'UFI Georges Fournial, est en réalité en faillite dès l'année 1955, pénalisé par un ton particulièrement virulent depuis au moins 1952.
Les rédactions de deux autres quotidiens se transforment en de simples éditions de journaux voisins : Le Patriote de Saint-Étienne et Les Allobroges à Grenoble, que les membres du MLN proches de la SFIO avaient abandonné pour fonder Le Dauphiné libéré peu après la guerre, amenant fin février 1948 Le Travailleur Alpin, autre quotidien grenoblois du PCF à se sacrifier pour devenir hebdomadaire, afin d'« assurer la présence d’une presse communiste locale quotidienne ».